# Юнггольц
Юнггольц (нім. Jungholz) —  громада округу Ройтте у землі Тіроль, Австрія.
Юнггольц лежить на висоті 1054 м над рівнем моря і займає площу 7,06 км². Громада налічує 308 мешканців.
Густота населення 44/км².
|                                   |
| Юнггольц на мапі округу та землі. |

 Адреса управління громади: Jungholz 55, Jungholz.